# Susanne Blakeslee
Susanne Ann Blakeslee, ameriški komik in igralec, * 27. januar 1956, Los Angeles, Kalifornija, ZDA.